# Trudy Botanicheskogo Instituta Akademii Nauk SSSR
Trudy Botanicheskogo Instituta Akademii Nauk SSSR (abreviado Trudy Bot. Inst. Akad. Nauk S.S.S.R., Ser. 1, Fl. Sist. Vyssh. Rast.) es una revista con ilustraciones y descripciones botánicas que es editada en San Petersburgo (Rusia). Se publica desde 1933, con el nombre de Trudy Botanicheskogo Instituta Akademii Nauk SSSR. Ser. 1. Flora i Sistematika Vyssikh Rastenii. Acta Instituti Botanici Academiae Scientiarum URPSS. Moscow & Leningrad [St. Petersburg], entre otros. 